# Ariniș
 (décembre 2023).
Si vous disposez d'ouvrages ou d'articles de référence ou si vous connaissez des sites web de qualité traitant du thème abordé ici, merci de compléter l'article en donnant les références utiles à sa vérifiabilité et en les liant à la section « Notes et références ».
Ariniș (en hongrois Égerhát, en allemand Erbrück) est une commune roumaine du județ de Maramureș, dans la région historique de Transylvanie et dans la région de développement du Nord-Ouest.

## Géographie
La commune d'Ariniș est située au sud-ouest du județ, à 44 km de Baia Mare, la préfecture du județ et à la limite avec le județ de Sălaj, à 11 km de la ville de Cehu Silvaniei.
Le village d'Ariniș est bâti sur la rive gauche de la rivière Sălaj, affluent de la Someș. La commune se compose des villages d'Ariniș, de Rodina et de Tămășești.

## Histoire
La première mention écrite du village d'Ariniș date de 1543 sous le nom de Egherhat.
Pour le village de Tămășești, c'est la date de 1424 sous le nom de Egerbegy.
En ce qui concerne celui de Rodina, la date est beaucoup plus récente : 1956.
La commune a fait partie du Comitat de Szatmár dans le Royaume de Hongrie jusqu'en 1920, au Traité de Trianon où elle fut attribuée à la Roumanie avec toute la Transylvanie.

## Religions
En 2002, 72,3 % de la population était de religion orthodoxe, 9,2 % étaient des Réformés et 12 % des Pentecôtistes.

## Démographie
En 1910, la commune comptait 1 277 Roumains (81,8 % de la population totale) et 232 Hongrois (14,9 %).
En 1930, la commune comptait 1 511 Roumains (84,2 %), 168 Hongrois (9,4 %) et 114 Juifs (6,4 %) exterminés durant la Shoah par les Nazis.
En 2002, 1 078 Roumains (89,2 %) cohabitaient avec 130 Hongrois (10,8 %). La répartition entre les villages était la suivante :
- Ariniș, 697 habitants.
- Rodina, 178 habitants.
- Tămășești, 333 habitants.

| 1880  | 1900  | 1910  | 1930  | 1956  | 1977  | 1992  | 2002  | 2007  |
| ----- | ----- | ----- | ----- | ----- | ----- | ----- | ----- | ----- |
| 1 226 | 1 350 | 1 562 | 1 795 | 2 170 | 1 639 | 1 272 | 1 208 | 1 051 |

## Économie
Le village vit essentiellement de l'agriculture (2 246 ha de terres agricoles et 582 exploitations agricoles). La commune dispose de 164 ha de forêts.